# 国母
國母是“全国之母”之意。在君主制国家是用来指君主之母親或正妻 而在古代東亞，則用於尊稱君主生母或嫡母，有時也用來尊稱皇后。現代也用於尊稱對於國家有重大貢獻的女性。

## 古代用法

### 中國
在古代的皇室中，通常現任君主的生母和嫡母，都能夠得到皇太后的封號，但皇太后未必是國母，國母也不一定能夠成為皇太后，如中國清朝同治、光緒兩帝在位期間和前半，就出現過兩位皇太后並尊的情形，即著名的慈安與慈禧兩太后。
慈禧太后以同治帝生母的身份成為皇太后，而慈安太后則是以先帝（咸豐帝）皇后和同治帝嫡母的身分而成為皇太后，因此實質上的國母是慈禧而非正宮皇后的慈安。
特殊的情况：后蜀被北宋所灭后，北宋太祖赵匡胤尊称原后蜀皇太后李氏为国母。

### 日本
明治維新以前，今上天皇的生母能夠被稱為國母，至於天皇的養母或嫡母，則是被稱做准母。
平安時代的一条天皇生母藤原詮子，在出家後失去太后身份，但身為國母的藤原詮子獲得了與太上天皇相當的地位，稱女院。而至藤原詮子之後的歷代國母，幾乎都能夠得到女院的地位，但該女性則不一定是太后，甚至曾出現過非國母、准母，亦非皇族卻成為女院的破例出現。
明治維新後，女院制度廢止，國母、准母等稱號也一併取消。

#### 日本主要的國母、母一覽
- 藤原高子（二条）：陽成天皇國母
- 藤原穩子（大）：朱雀天皇、村上天皇國母
- 藤原安子（中）：冷泉天皇、圓融天皇國母
- 東三条院（藤原詮子）：一条天皇國母（藤原道長之姐）
- 上東門院（藤原彰子）：後一條天皇、後朱雀天皇国母（藤原道長長女）
- 陽明門院（禎子內親王）：後三條天皇國母（三条天皇皇女）
- 待賢門院（藤原璋子）：崇德天皇、後白河天皇國母
- 美福門院（藤原得子）：近衛天皇國母
- 八条院（暲子內親王）：二条天皇准母（鳥羽天皇皇女）
- 建春門院（平滋子）：高倉天皇國母（平時忠之妹）
- 建礼門院（平德子）：安德天皇國母（平清盛之女）
- 西園寺姞子（西園寺姞子）：後深草天皇、龜山天皇國母
- 廣義門院（西園寺寧子）：光嚴天皇、光明天皇國母（曾代替太上天皇實行院政，稱治天之君）
- 新待賢門院（阿野廉子）：後村上天皇國母
- 北山院（日野康子）：後小松天皇准母（足利義滿之妻。破格的女院）
- 新上東門院（勸修寺晴子）：後陽成天皇國母
- 東福門院（德川和子）：明正天皇國母（德川秀忠之女）
- 後櫻町天皇：因長期輔佐光格天皇而有國母之稱。

### 越南
越南的國母是尊封非君主配偶但對國家有重大貢獻的皇族女性，如靈慈國母。

### 琉球
琉球國的國母是指君主嫡母，即王太妃。

## 現代用法
现今國母是指對國家建立时有重大貢獻的女性，相對於男性的國父，有時也指國父之妻。
在现代，中華人民共和國一些官方媒体和民间一些人稱宋庆龄为“国母”，但此称号并未有官方文件宣布。宋庆龄曾经代理中华人民共和国国家元首的职务，1981年5月，在她弥留之际，全国人大常委会决定授予宋庆龄“中华人民共和国名誉主席”称号，为至今唯一拥有“国家名誉主席”称号的人士，中共中央政治局也批准她加入中国共产党。宋庆龄被中共尊称为“(宋)庆龄先生”、“孙夫人”；被周恩来誉为“国之瑰宝”（后江泽民正式题字；有同名纪录片）；中华人民共和国官方评价为“伟大的爱国主义、民主主义、国际主义、共产主义战士”。这些官方称号中却并未有“国母”称号，现时，中国共产党和中华人民共和国政府官方皆没有确立“国父”、“国母”。
2015年左右，中国大陸媒体及网络中曾一度出现称呼彭丽媛为“国母”的现象，并引起争议。
今日台灣的中華民國政府官方以及中國國民黨並未公開說明“国母”是谁，但宋美齡一直有「永遠的第一夫人」美譽。
在朝鲜人民民主主义共和国，金日成的妻子，即是金正日的母亲和金正恩的祖母金正淑被称为朝鲜的国母。